# 汤景之
湯景之（1986年9月15日—），浙江杭州人，中国女子游泳运动员。
湯景之在1995年进入浙江省杭州市陈经伦体校训练游泳，1998年进入浙江省体工大队游泳队，至2002年进入国家游泳队。曾获得2001年友好运动会女子400米自由泳冠军；2002年世界短池游泳锦标赛女子4X200米自由泳接力冠军，刷新4X200米自由泳接力世界纪录、釜山亚运女子4X200米自由泳接力冠军；2003年世界杯短池游泳系列赛800米自由泳冠军、400米自由泳第三名；2006年世界短池锦标赛4X200米自接力亚军。在2008年北京奥运女子4X200米自由泳接力获得亚军。退役后，汤景之进入浙江体育职业技术学院训练处工作。